# Церква Преподобної Параскеви (Трибухівці)
Церква Преподобної Параскеви в Трибухівцях — парафія і церква Бучацького деканату Бучацької єпархії Української греко-католицької церкви в селі Трибухівцях Чортківського району Тернопільської области.

## Відомості

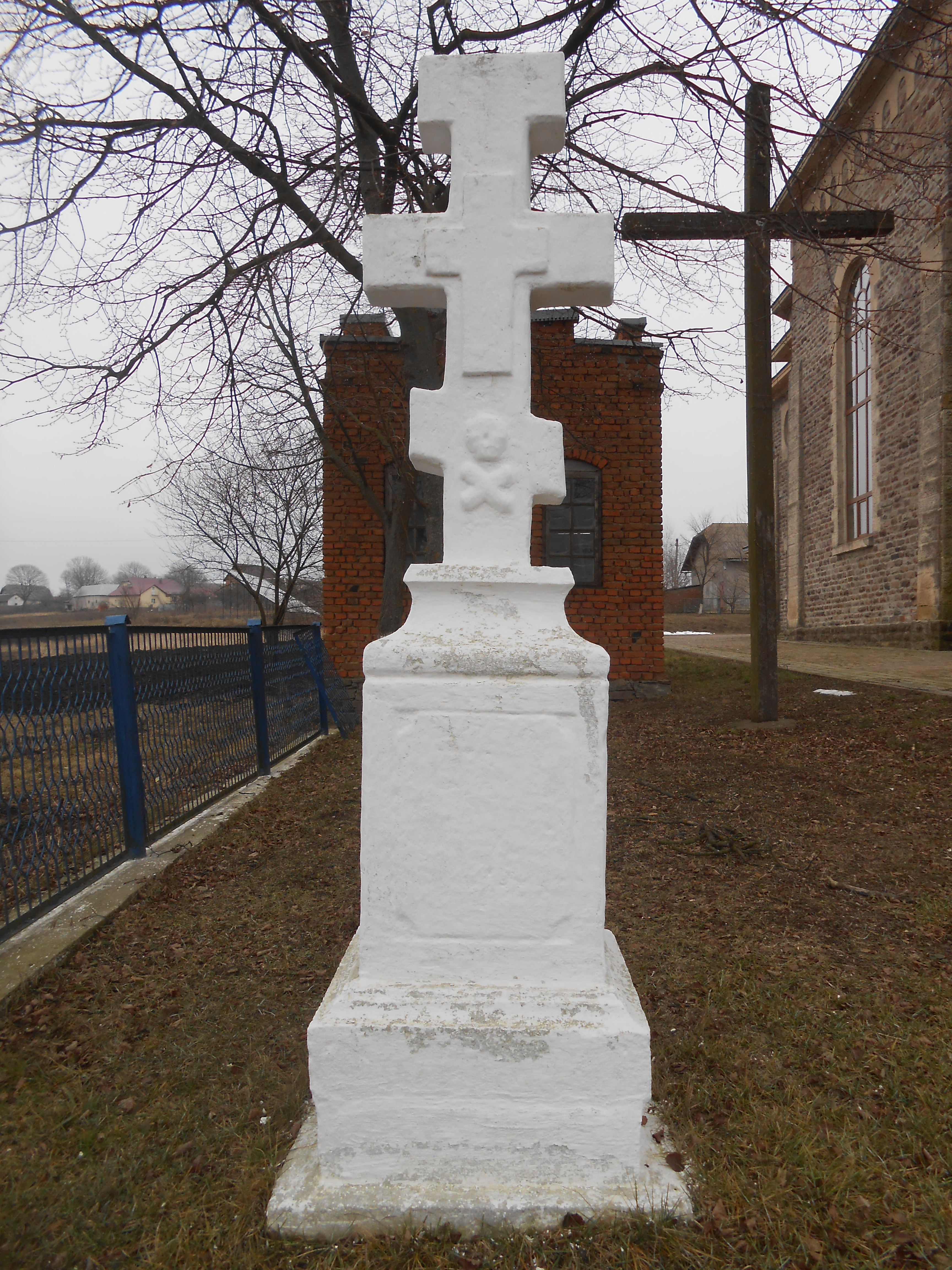
Хрест біля церкви Параскеви на Отинівці, Трибухівці поблизу Бучача

Згідно з архівними даними, станом на 1930 рік у селі Трибухівці Бучацького деканату діяли три греко-католицькі церкви: церква Преподобної Параскеви (1847), дерев'яна церква Благовіщення Пресвятої Діви Марії (1885) і церква Успіння Пречистої Діви Марії (1926). Усі вони належали до УГКЦ до 1946 року. З 1989 року церкви Успіння та Благовіщення перебувають у користуванні православних громад.
У 1938 році громада планувала розширити церкву Преподобної Параскеви, і для цього навіть заготовили будівельні матеріали, але планам завадила Друга світова війна. Незавершене будівництво простояло до 1989 року.
Після проголошення незалежності України та легалізації УГКЦ громада взялася за відбудову храму. У 1994 році з благословення владики Михаїла Сабриги церкву освятили. З 1990 року парафія і храм знову в лоні УГКЦ. За служіння о. Василя Чверенчука храм добудували, розписали та встановили іконостас.
При парафії діють церковне братство і сестринство, братство «Апостольство молитви», спільнота «Матері в молитві» та Вівтарна дружина. Біля храму розташована колишня читальня «Просвіти», яку відреставрували і переобладнали в молодіжний християнський центр. Також є парафіяльний будинок, де проживає сім'я священника.
При в'їзді в село встановлено фігуру Непорочного Зачаття. На території є 4 каплички та придорожні хрести.

## Парохи
- о. Петро Прибула (1990),
- о. Василь Чверенчук (з 1991),
- о. Іван Чверенчук (з 2010, сотрудник).